# Tadeusz Soroczyński
Tadeusz Soroczyński (ur. 29 stycznia 1942 w Busku, zm. 18 maja 2018 w Prężynce) – polski nauczyciel, poeta, animator kultury. Autor czternastu tomów wierszy.

## Życiorys
Urodził się na Kresach Wschodnich. W 1945 wraz z rodziną zamieszkał w Szonowie koło Głogówka na Śląsku Opolskim. Uczęszczał do szkoły podstawowej w Prudniku, a w 1961 ukończył Liceum Pedagogiczne w Głogówku. Równoległe pobierał nauki w Szkole Muzycznej w Prudniku, następnie w ognisku muzycznym. Podczas pobytu w Prudniku poznał Harry’ego Dudę. Po ukończeniu liceum, od 1961 do 1963 kształcił się w Kolegium Nauczycielskim w klasie muzyki i śpiewu w Raciborzu. Podczas studiów wstąpił do uczelnianego koła literackiego i nawiązał kontakt z grupą literacką z Rybnika. Debiutował poetycko w 1961 wierszem „Słowo” na łamach „Trybuny Opolskiej”.
W 1964 został nauczycielem języka polskiego i wychowania muzycznego w Szkole Podstawowej nr 1 w Głogówku. Zainteresował się twórczością Rafała Urbana. Zaczął włączać się w organizowanie lokalnego życia literackiego. Organizował spotkania literatów, w których uczestniczyli m.in. Zbyszko Bednorz, Nina Kracherowa, Stefan Chmielnicki, Wilhelm Szewczyk i Jerzy Grygolunas. W grudniu 1973 odszedł ze szkoły i podjął pracę w Prudniku jako redaktor „Głosu Włókniarza” – dwutygodnika wydawanego przez Zakłady Przemysłu Bawełnianego „Frotex”. Stworzył Klub Ludzi Piszących w Prudniku, by umożliwić lokalnym poetom publikacje ich utworów w prasie. W tym czasie odbył studia wyższe w Krakowie i Opolu, gdzie w Wyższej Szkole Pedagogicznej uzyskał tytuł magistra filologii polskiej. Od 1977 był etatowym sekretarzem Opolskiego Towarzystwa Kulturalno-Oświatowego. W 1989 został zatrudniony jako zastępca dyrektora w Wydziale Kultury i Sztuki Urzędu Wojewódzkiego w Opolu, w 1990 w Wydziale Spraw Społecznych, ostatecznie w 1955 został dyrektorem Wydziału Kultury i Sportu. Karierę urzędniczą zakończył w 1999, przechodząc na rentę.
Pracując w Opolu, redagował kwartalnik „Wczoraj, Dzisiaj, Jutro”. Organizował Turniej Wiedzy o Śląsku Opolskim dla młodzieży szkolnej oraz konkursy pod nazwą Kultura Ludowa Opolszczyzny dla osób starszych. Doprowadził do powstania Dziecięcego Klubu Literackiego, umożliwiającego uczniom szkół podstawowych publikację wierszy i opowaidań w „Trybunie Opolskiej”. Jako wiceprezes Zarządu Nauczycielskiego Klubu Literackiego przy okręgu ZNP pomagał twórcom wywodzącym się ze środowiska pedagogicznego. Dbał o kontakty z Polskim Związkiem Kulturalno-Oświatowym na Zaolziu, umożliwiając występy tamtejszych zespołów artystycznych w Polsce.
Pod koniec życia zamieszkał w Prężynce koło Prudnika. Był pomysłodawcą postawienia w 2007 w Prężynce pomnika upamiętniającego ludzi wysiedlonych z Kresów Wschodnich. Zmarł tamże 18 maja 2018. Został pochowany 22 maja 2018 na Cmentarzu Komunalnym w Opolu-Półwsi.

## Działalność
Debiutował w 1961 roku wierszem „Słowo” na łamach Trybuny Opolskiej. Drukował w pismach społeczno-kulturalnych, literackich, almanachach i innych wydawnictwach zbiorowych. Wielokrotnie nagradzany i odznaczany w dziedzinie literatury i za działalność społeczno-kulturalną. Tłumaczony na język czeski. 26 czerwca 2006 r. otrzymał tytuł Honorowego Obywatela Miasta i Gminy Głogówek.

## Nagrody i odznaczenia
- trzykrotny laureat „Złotej Strzały” – konkursu literackiego Raciborskich Dni Literatury.
- 1987 – pierwsza nagroda w konkursie Nauczycielskiego Klubu Literackiego w Opolu
- dwukrotny laureat Nagrody Literackiej „Głosu Nauczycielskiego”
- 1990 – Nagroda Artystyczna Wojewody Opolskiego
- 1999 – główna nagroda w II Ogólnopolskim Konkursie Poetyckim im. Stanisława Czernika
- 2006 – Przyznany tytuł honorowego obywatela: miasta i gminy Głogówek (2006)[9]
- 2000 – Nagroda Marszałka Województwa Opolskiego za całokształt działalności kulturalnej
- 2011 – Nagroda Literacka im. Marka Jodłowskiego za wartości artystycznego piękna i moralnego przesłania w 40-letnich dokonaniach poetyckich[1].

## Twórczość
- Bliżej sadu (1967)
- Daruję ci sad (1967)
- Sploty (1973)
- Krajobraz serdeczny (1977)
- Bruzdy (1989)
- Moja miłość moje skrzypce (1992)
- Czas pstrąga (1995)
- Kosmosu pestka zielona (1999)
- W wiklinowym koszu (2001)
- Piosenka o starym mieście (2002)
- Echo zagubione w liściach (Prudnik-Tyrowo 2002), wyd. bibliofilskie
- Wiersze wybrane (2005)
- Mój środek świata (2007)
- Wybór wierszy (Miejska Biblioteka Publiczna w Opolu 2007), wyd. bibliofilskie